# Yellowcake

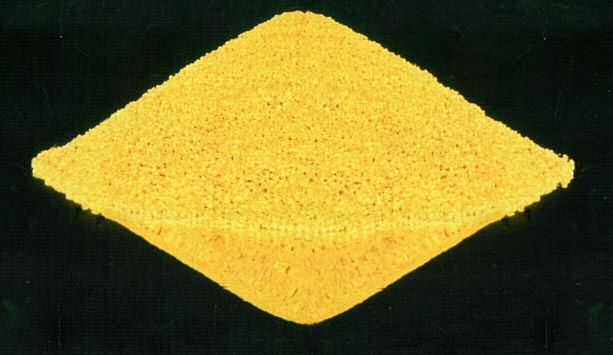
Yellowcake

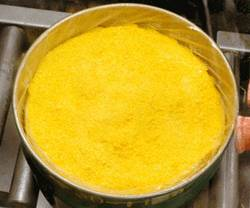
Yellowcake

La yellowcake ("torta gialla" in inglese) è il prodotto finale dei processi di concentrazione e purificazione dei minerali estratti che contengono l'uranio.

## Composizione
Si tratta sostanzialmente di una miscela di ossidi di uranio: il minerale estratto dal giacimento contiene infatti solamente lo 0,1%-1,5% di uranio, mentre la yellowcake ne contiene il 60%-70%.

## Tipologie
Esistono diverse tipologie di yellowcake che variano a seconda del giacimento e della lavorazione del minerale. Mediamente la yellowcake è costituita in peso dal 90% di octaossido di triuranio (U3O8), mentre il restante uranio può trovarsi in forma di biossido di uranio (UO2) o triossido di uranio (UO3). Il nome e il colore deriva dal composto chimico intermedio che si forma nelle prime fasi di lavorazione dei minerali d'uranio ossia il diuranato di ammonio (di colore giallo vivo). Il prodotto finale utilizzato per il combustibile nucleare, composto da octaossido quasi puro, è in realtà di colore nerastro.